# ميخائيل هيغز
ميخائيل هيغز (بالإنجليزية: Michael Higgs)‏ هو ممثل بريطاني، ولد في 14 فبراير 1962 في برمنغهام في المملكة المتحدة.

## أعمال

### أفلام
- (2011) ألعاب الاغتيال
- (2014) سجناء الشمس

## وصلات خارجية
- ميخائيل هيغز على موقع IMDb (الإنجليزية)
- ميخائيل هيغز على موقع ألو سيني (الفرنسية)
- ميخائيل هيغز على موقع ميوزك برينز (الإنجليزية)
- ميخائيل هيغز على موقع أول موفي (الإنجليزية)
- ميخائيل هيغز على موقع قاعدة بيانات الفيلم (الإنجليزية)
- ميخائيل هيغز على موقع كينوبويسك (الروسية)